# Phoenix (palmier)
Pour les articles homonymes, voir Phoenix.
Genre
Classification APG III (2009)
Le genre Phoenix L. (1753), qui constitue les dattiers, fait partie de la famille des Arécacées. C'est le seul genre de la tribu des Phoeniceae. Il fait partie de la sous-famille des Coryphoideae.

## Habitat
L'habitat de Phoenix va de l'Afrique et des îles Canaries jusqu'en Crète et au Moyen-Orient. On la retrouve également sur le continent asiatique en Inde, en Chine, en Indonésie et aux Philippines.
Les espèces Phoenix dactylifera, le « vrai dattier », et Phoenix canariensis, le « faux dattier », sont très répandues et cultivées dans presque tous les pays où le climat le permet. La première espèce est utilisée pour la production de dattes, la deuxième pour sa valeur ornementale.

## Description
- Stipe : Le stipe est unique ou multiple. Il est court chez certaines espèces mais peut atteindre 40 mètres chez d'autres. Il peut être fin ou robuste.
- Couronne : La couronne est épaisse et touffue.
- Feuilles : Ce sont des palmiers à feuilles pennées. Les feuilles sont longues, les pétioles hérissées d'épines dures et pointues sur les marges.
- Fruits : Les plantes sont dioïques.
- Un individu adulte peut atteindre 35 à 40 mètres de haut. La plante pousse de un mètre tous les 10 ans. Il atteint sa maturité à environ 20 ans et peut vivre 300 ans.

## Utilisation

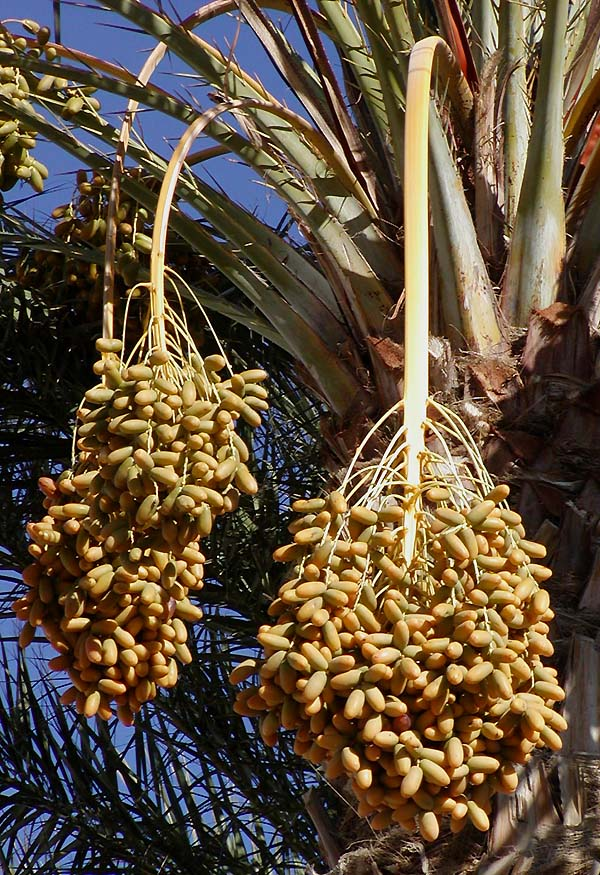
Fruits du dattier.

Phoenix dactylifera, ou palmier-dattier est utilisé pour la production des dattes. Les espèces du genre Phoenix sont également très souvent plantées pour leur valeur ornementale, en alignement dans les villes, sur les places et dans les jardins.

## Rusticité
Les températures sont données à titre indicatif. Elles donnent la résistance au froid dans de bonnes conditions : froid bref et air sec.
- Phoenix canariensis : −10 °C (Phoenix canariensis porphyrocarpa : −12 °C)
- Phoenix dactylifera : −12 °C
- Phoenix reclinata : −8 °C
- Phoenix roebelenii : −4 °C
- Phoenix rupicola : −6 °C
- Phoenix sylvestris : −10 °C
- Phoenix theophrastii : −12 °C

## Liste d'espèces
Selon World Checklist of Selected Plant Families (WCSP) (19 Jan 2011) :
- Phoenix acaulis Roxb. (1820)
- Phoenix andamanensis S.Barrow (1998)
- Phoenix atlantica A.Chev. (1935)
- Phoenix caespitosa Chiov. (1929)
- Phoenix canariensis Chabaud (1882) — dattier des Canaries
- Phoenix dactylifera L. (1753) — palmier-dattier
- Phoenix loureiroi Kunth (1841)
- Phoenix paludosa Roxb., Fl. Ind. ed. 1832 (1832)
- Phoenix pusilla Gaertn. (1788)
- Phoenix reclinata Jacq. (1801)
- Phoenix roebelenii O'Brien (1889)
- Phoenix rupicola T.Anderson, J. Linn. Soc. (1869)
- Phoenix sylvestris (L.) Roxb. (1832)
- Phoenix theophrasti Greuter (1967)

Phoenix rupicola et Phoenix theophrasti sont considérées comme menacées selon la liste rouge de l'UICN, classée comme présentant un faible risque de disparition.

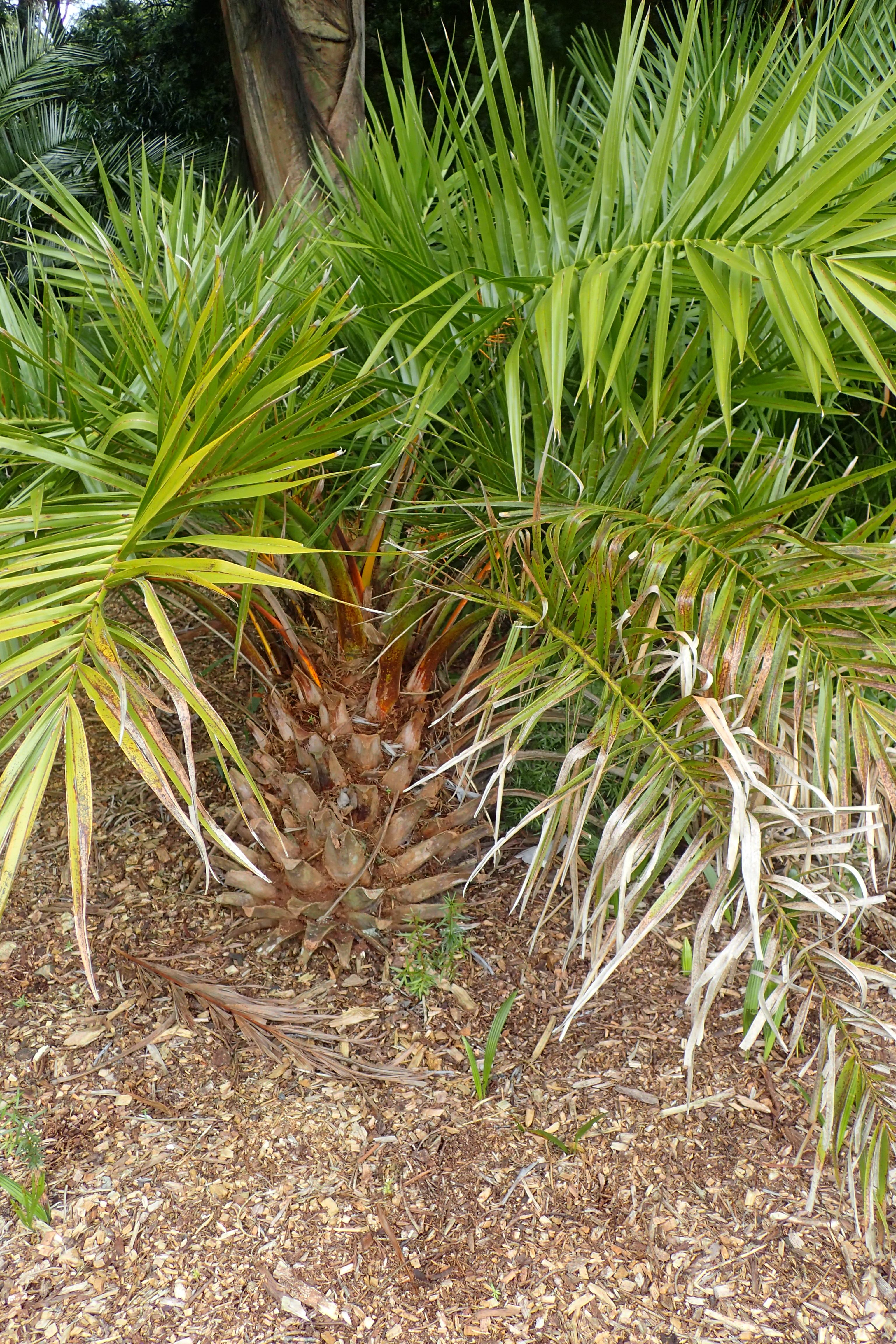
Phoenix acaulis
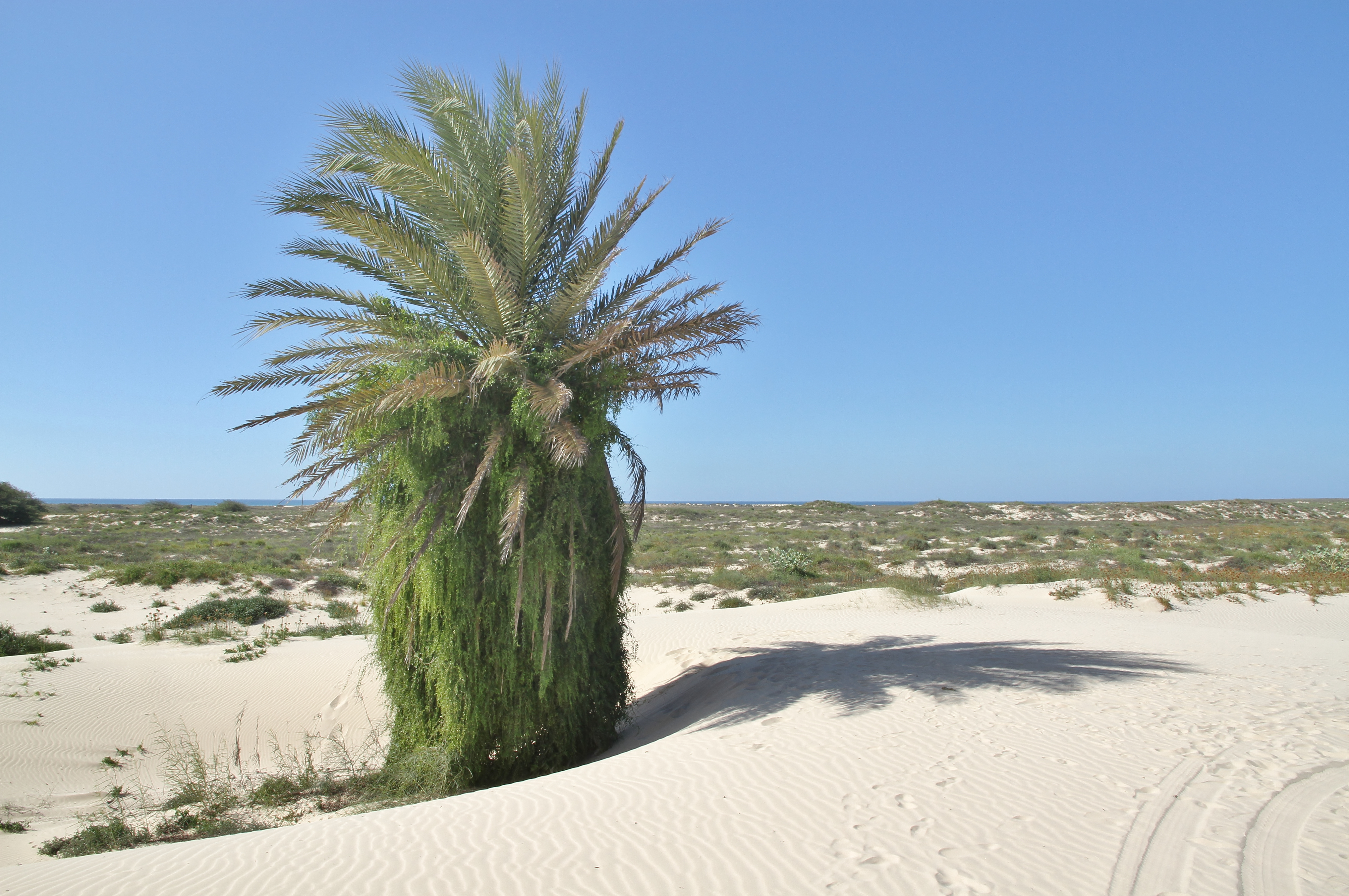
Phoenix atlantica
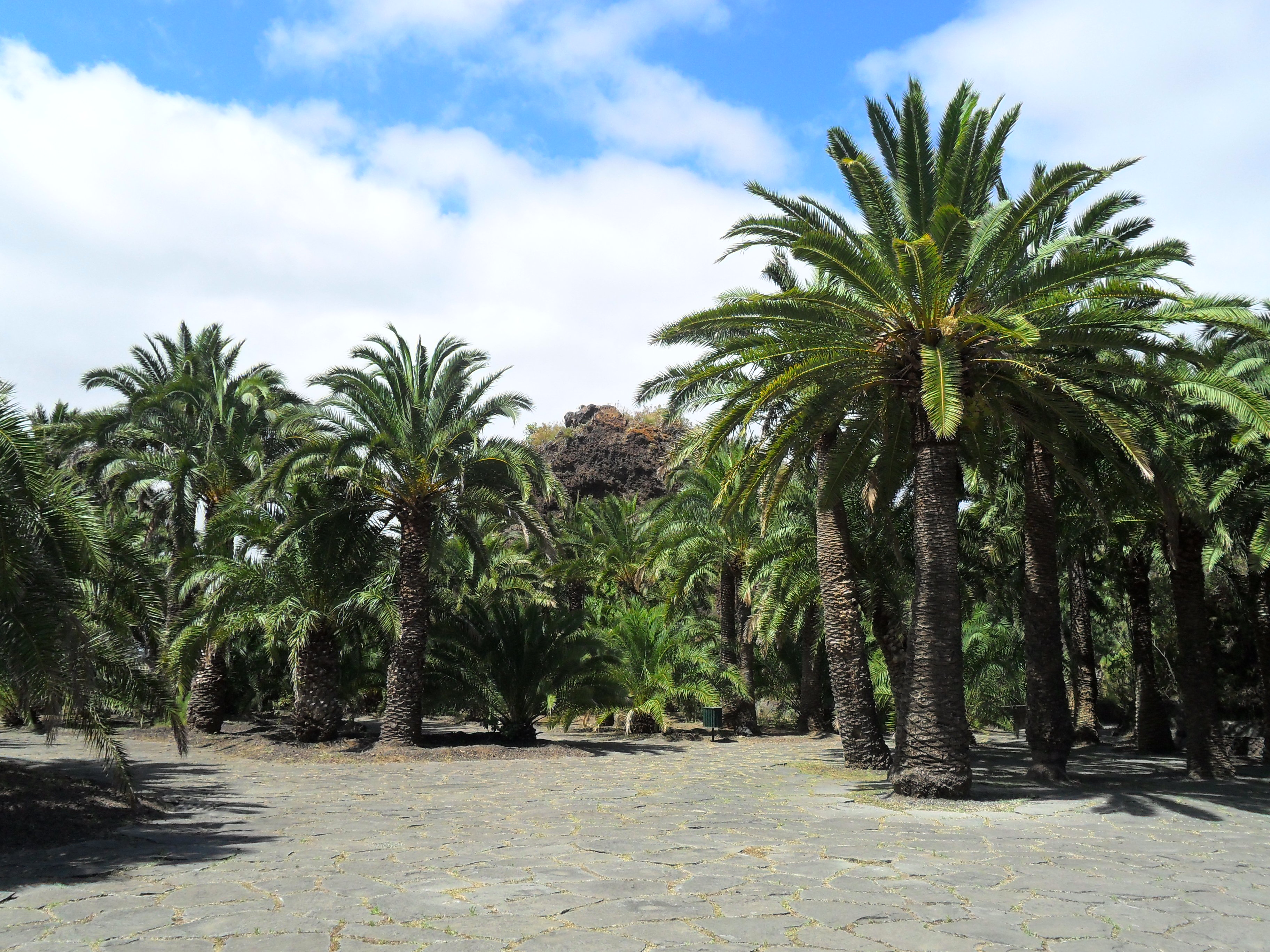
Phoenix canariensis
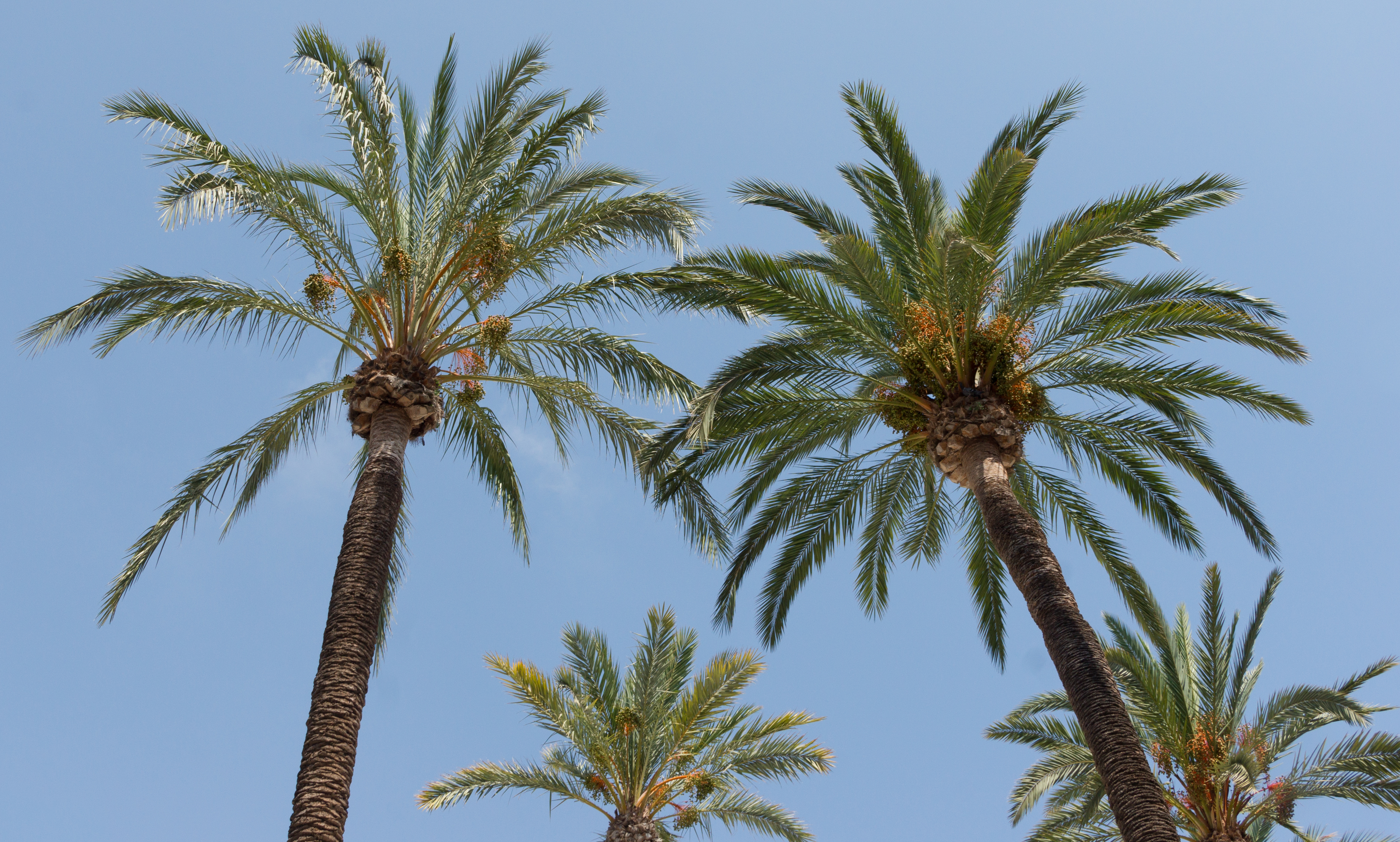
Phoenix dactylifera (dattier commun)
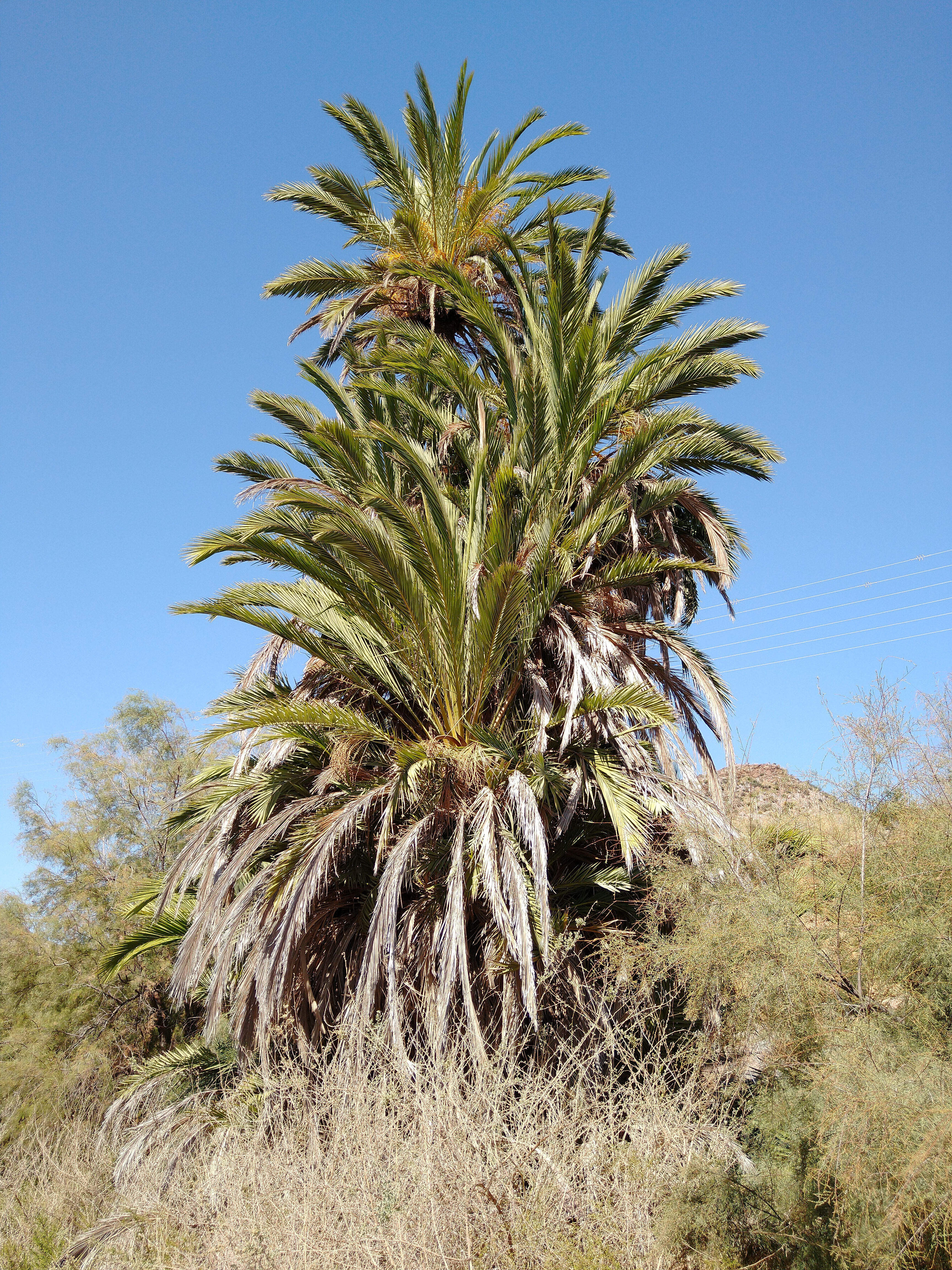
Phoenix iberica
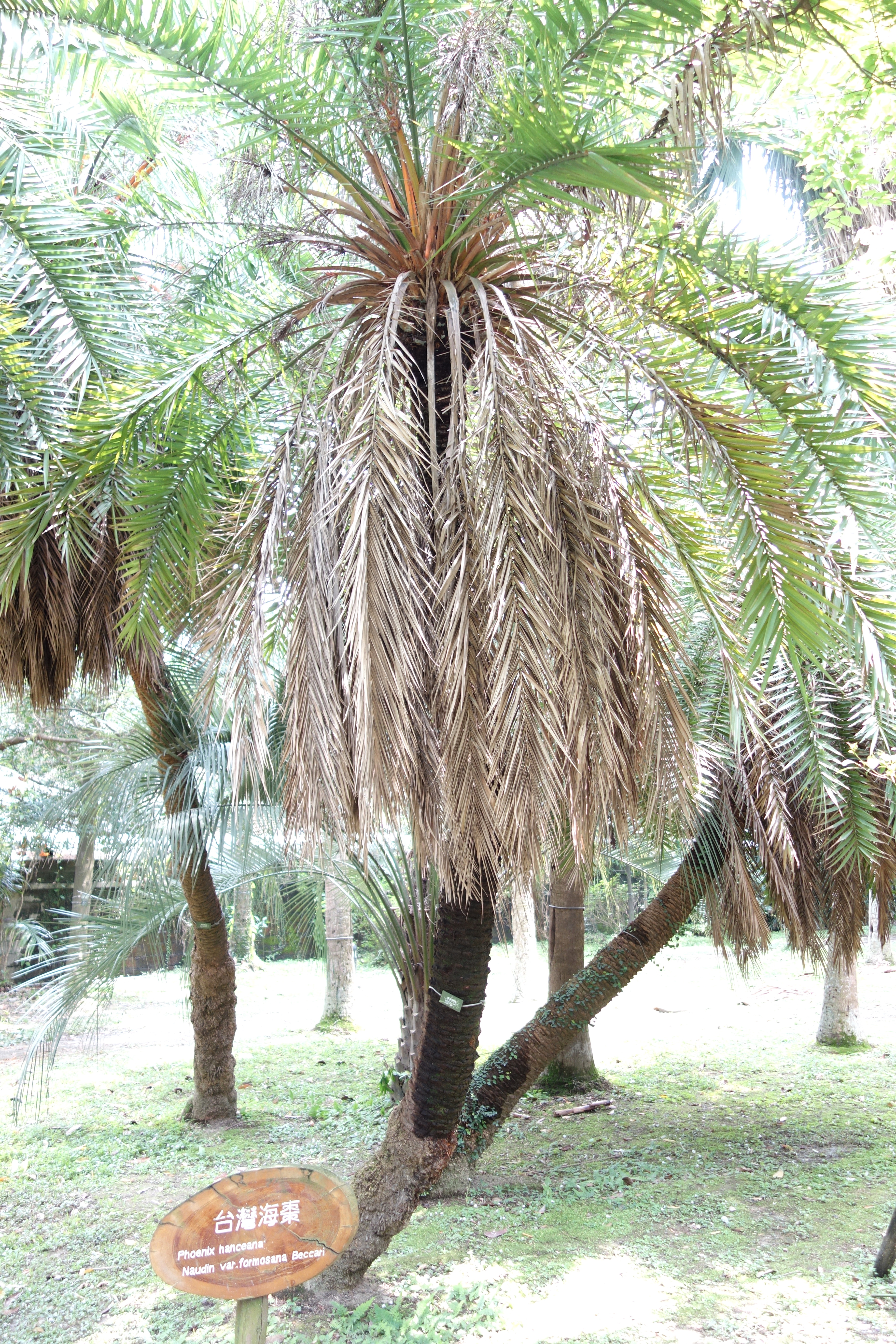
Phoenix loureiroi
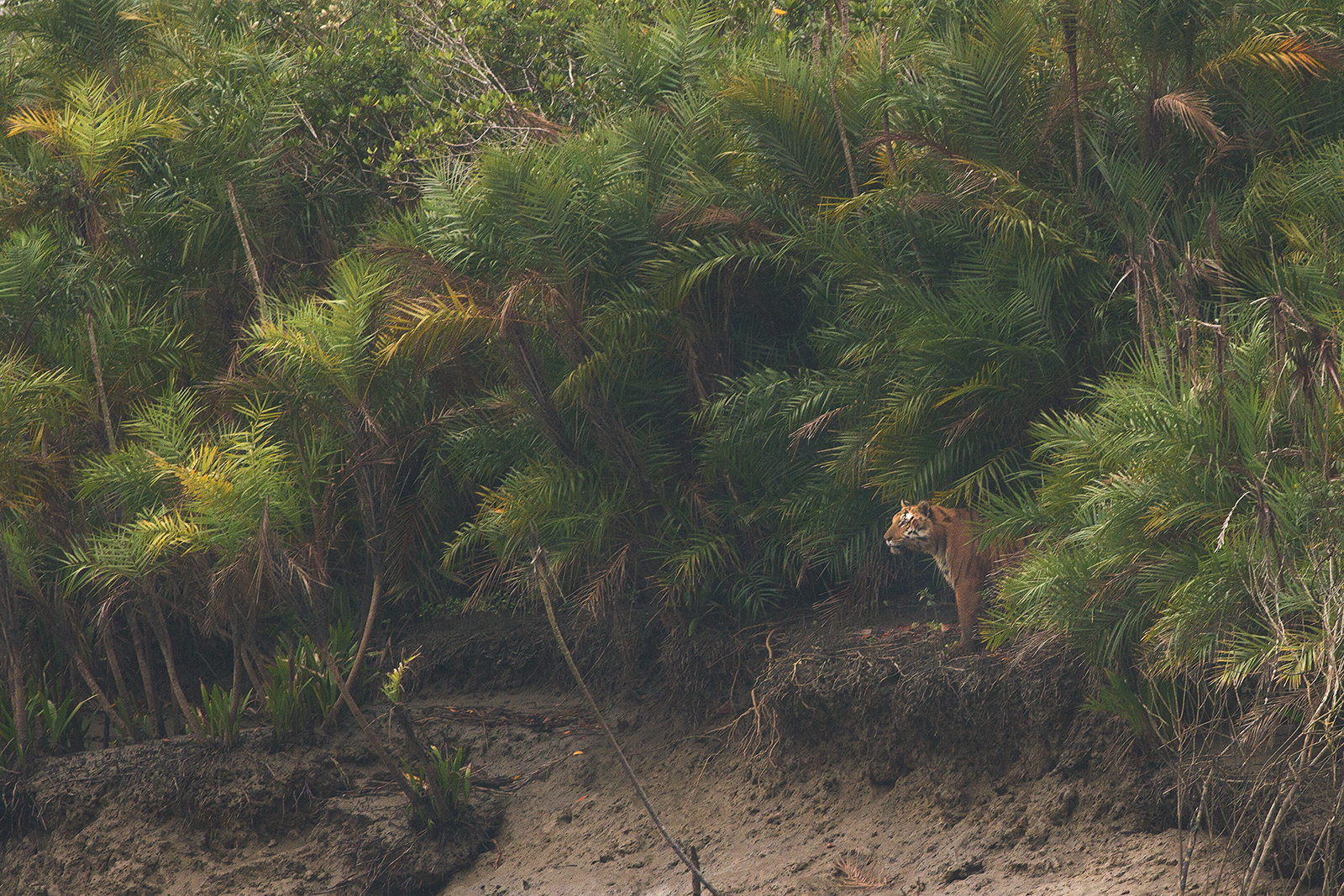
Phoenix paludosa
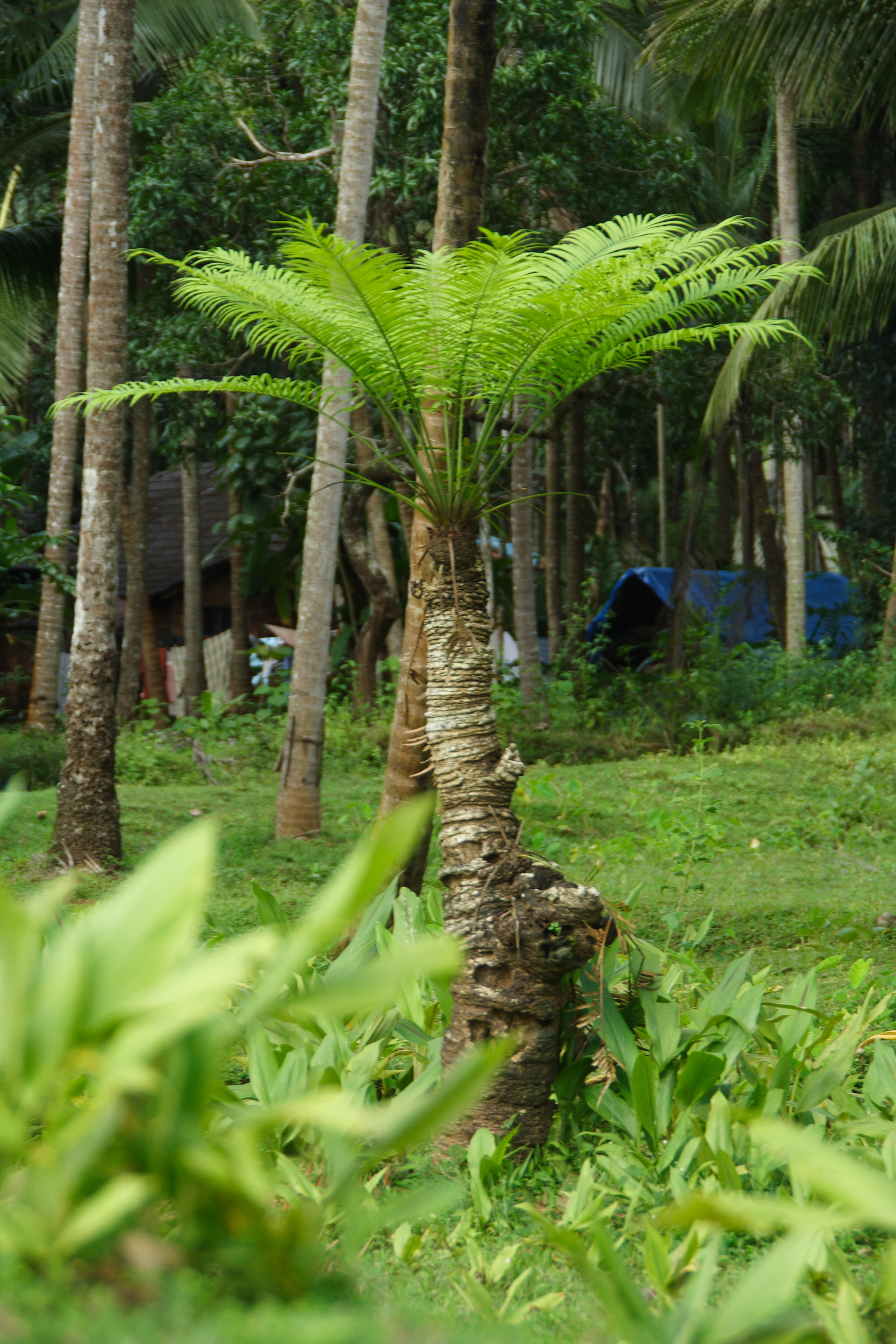
Phoenix pusilla
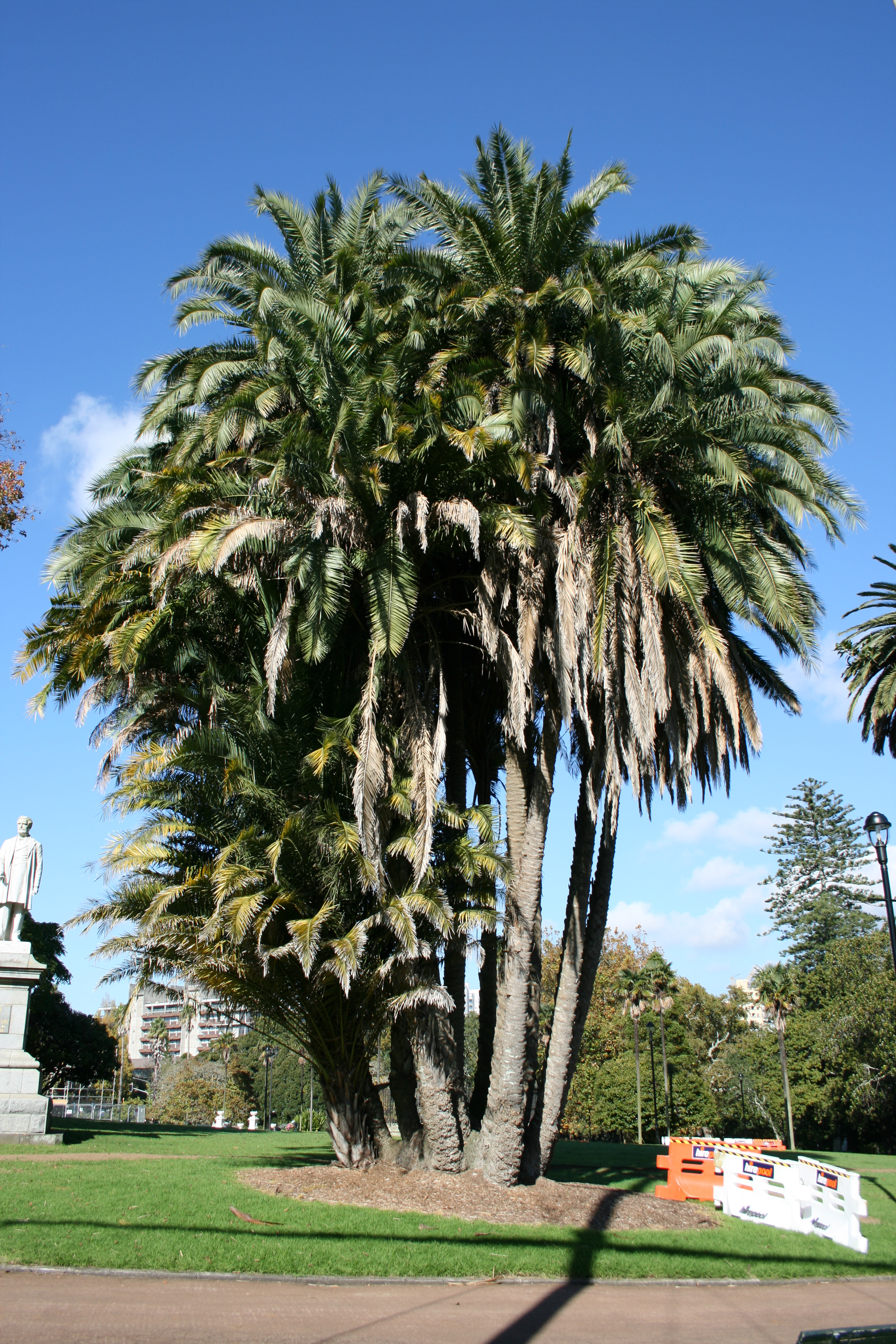
Phoenix reclinata
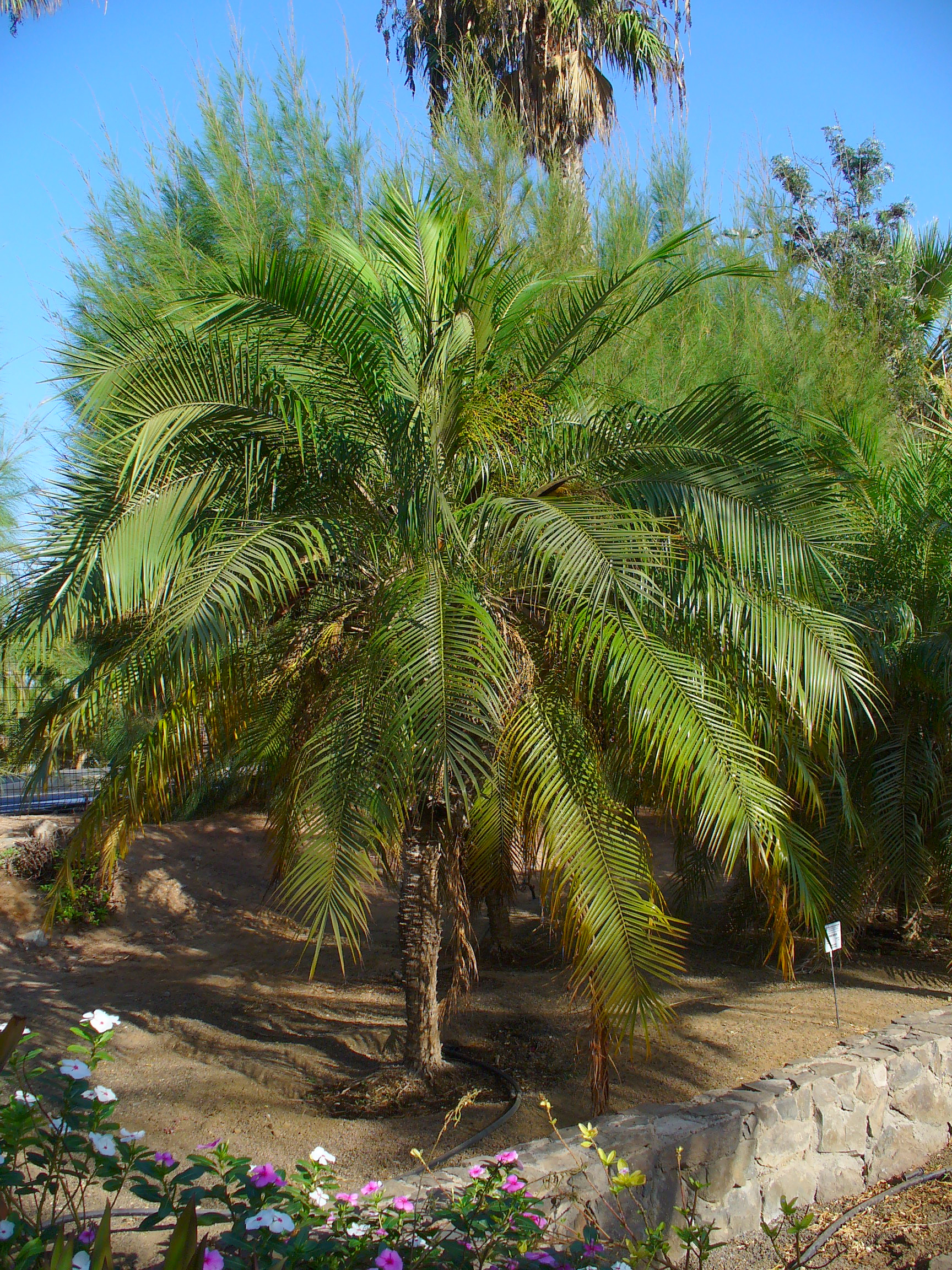
Phoenix roebelenii
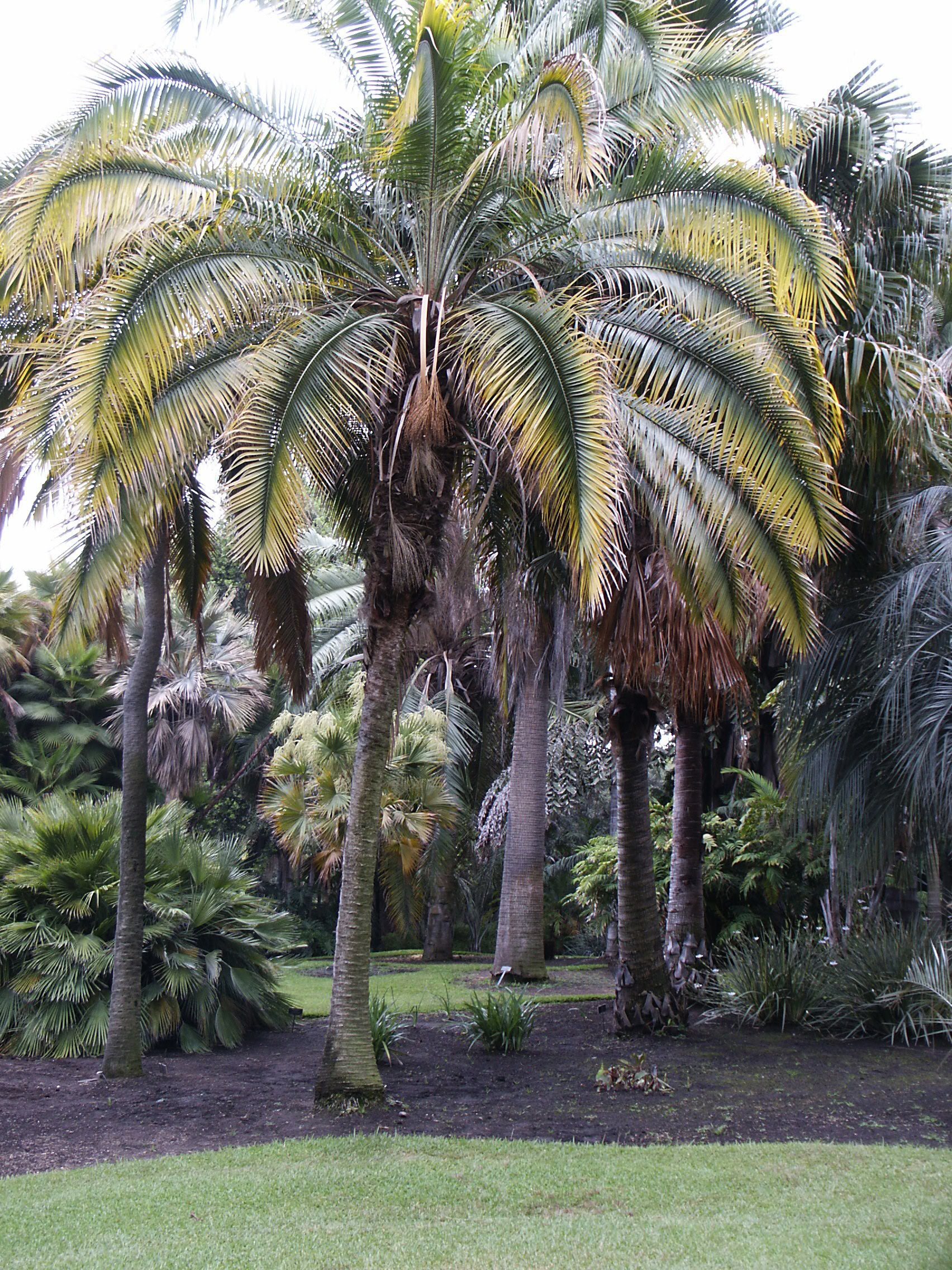
Phoenix rupicola
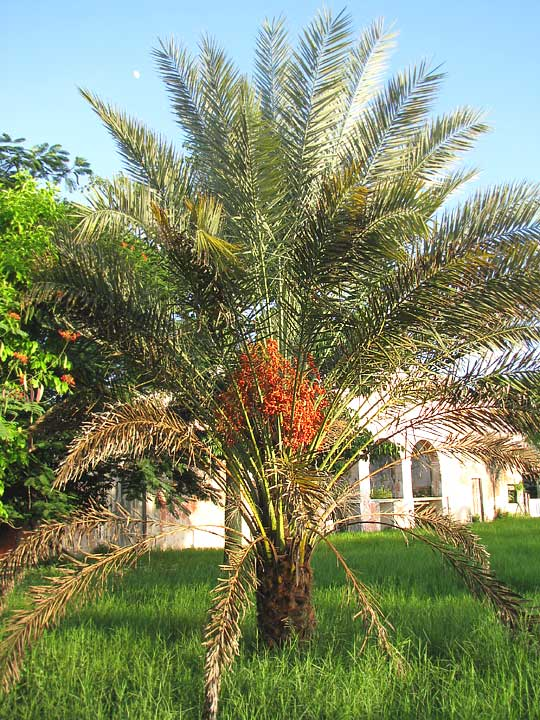
Phoenix sylvestris
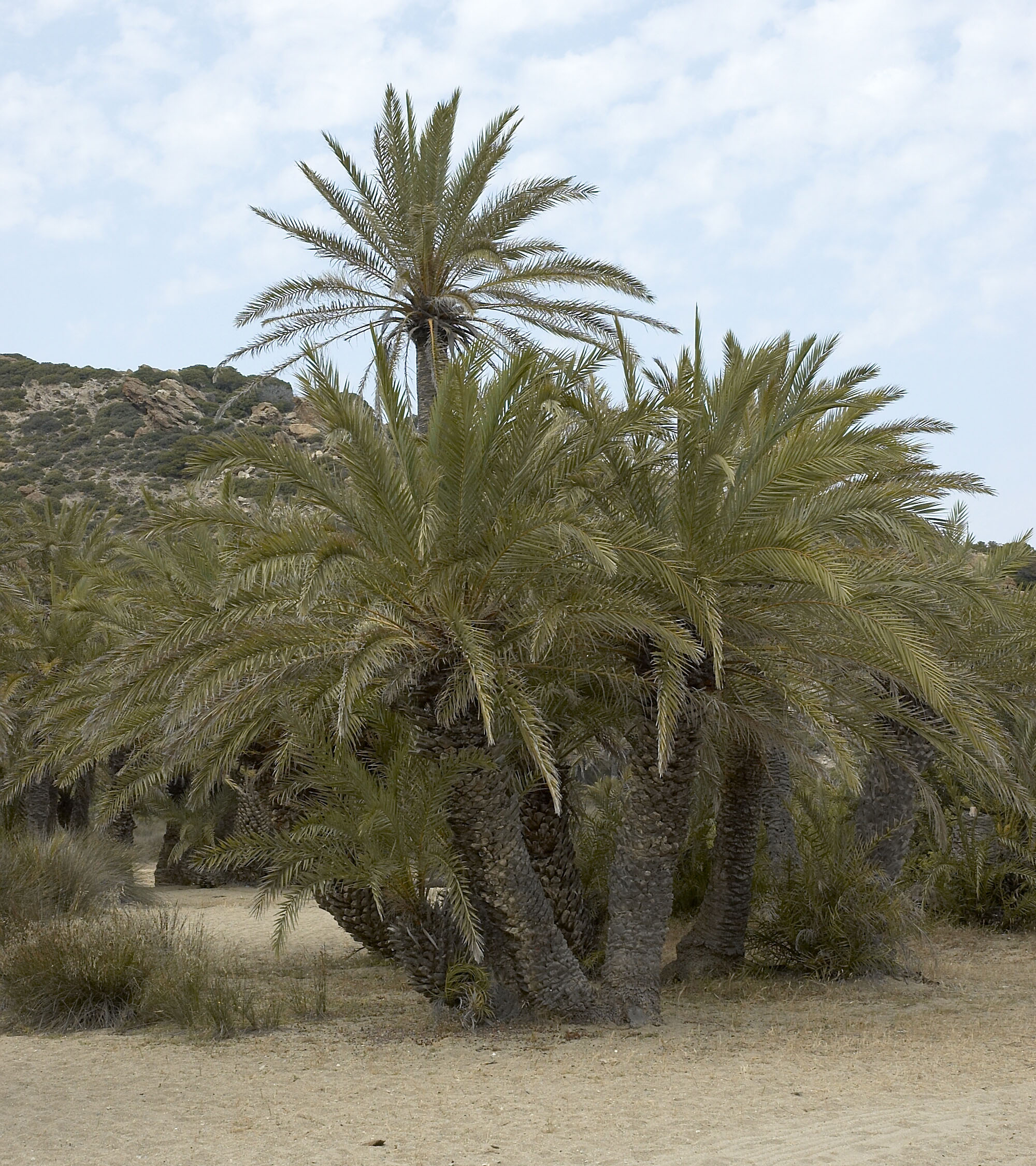
Phoenix theophrasti